# Braathens Regional Aviation
Braathens Regional Aviation – szwedzka linia lotnicza z siedzibą w Malmö. Głównym węzłem jest Port lotniczy Malmö-Sturup.

## Połączenia
Stan na styczeń 2008:
- Belgia
  - Bruksela (port lotniczy Bruksela)
- Dania
  - Kopenhaga (port lotniczy Kopenhaga-Kastrup)
- Francja
  - Nicea (port lotniczy Nicea-Lazurowe Wybrzeże) (w sezonie)
- Szwecja
  - Göteborg (Port lotniczy Göteborg-Landvetter)
  - Malmö (Port lotniczy Malmö-Sturup)
  - Sztokholm (Port lotniczy Sztokholm-Bromma)
  - Umeå (Port lotniczy Umeå)

## Flota
- 9 samolotów typu Avro RJ100
- 1 samolot typu BAe 146-200